# Metageneza
Metageneza (łac. metagenesis) – rodzaj przemiany pokoleń u zwierząt polegający na występowaniu w cyklu życiowym danego gatunku na przemian pokoleń rozmnażających się płciowo (za pomocą gamet) i bezpłciowo (przez pączkowanie lub podział); charakterystyczna np. dla krążkopławów. U owadów występuje jedynie w formie poliembrionii. Zwierzęta rozmnażające się metagenetycznie zazwyczaj różnią się morfologią.